# Platystasius antennatus
Platystasius antennatus är en stekelart som först beskrevs av Sundholm 1956.  Platystasius antennatus ingår i släktet Platystasius och familjen gallmyggesteklar. Arten är reproducerande i Sverige. Inga underarter finns listade i Catalogue of Life.